# Лысенко, Сергей Владимирович
Сергей Владимирович Лысенко (род. 4 мая 1987, Минск, БССР) — белорусский игрок и тренер сёги, 3-й дан ФЕСА. Председатель общественной организации «Федерация японских шахмат сёги». Ведущий преподаватель сёги Европы, педагог высшей квалификационной категории. Полуфиналист Чемпионата Европы по сёги 2024 года (Барселона), многократный победитель и призёр международных турниров, призёр чемпионата Республики Беларусь по сёги.
Среди его учеников — двукратный чемпион Европы по сёги Винсент Танян (Киев, 2017; Братислава, 2019), чемпион Европы по сёги Владислав Закржевский (Людвигсхафен, 2022), чемпион Европы по сёги Антон Старикевич (Страсбург, 2023), победитель открытого первенства мира по сёги (Страсбург, 2023) и др.
Брат, Андрей Лысенко, — также сёгист (3-й дан ФЕСА) и известный организатор сёги, создатель крупнейшего русскоязычного портала сёги shogi.by.

## Биография
2002 год — начал играть в японские шахматы сёги.
С 2005 по 2010 год — руководитель клуба сёги при БГПУ им. М. Танка.
Начиная с 2007 года, успешно организовал и провёл более 50 международных турниров по сёги.
С 2010 по 2023 год — руководитель секции сёги в МГДДиМ.
С 2013 по 2022 год — руководитель секции сёги в 29-й гимназии Минска.
С 2016 год по настоящее время — председатель общественного объединения «Федерация японских шахмат сёги».
С 2017 года по настоящее время — соучредитель минского сёги клуба «Гинкаммури».

## Тренерская деятельность
Начал преподавать японские шахматы в 2005 году в БГПУ им. М. Танка. В 2010 году Сергей Владимирович начинает преподавать в МГДДиМ. Он разрабатывает и реализует две образовательные программы: «Японские шахматы сёги» («Игра генералов») сроком обучения на год для начинающих и программа «Японские шахматы сёги», рассчитанная на 4 года обучения. В 2016 году, основываясь на опыте реализации образовательных программ, была написана и утверждена новая программа «Японские шахматы сёги», рассчитанная на 4 года обучения. В 2019 году разработана и утверждена учебно-образовательная программа «Школа сёги», рассчитанная на 3 года обучения.
В 2007 году провёл первый международный турнир по сёги на территории Республики Беларусь — открытое первенство БГПУ 2007. В дальнейшем провёл более 50 международных соревнований по сёги, в том числе Чемпионат мира и Чемпионат Европы 2013 года в Минске.
В 2013 году открыл секцию в 29-й гимназии Минска.
В 2014 году Сергей Лысенко преподавал сёги группе сотрудников "Белгазпромбанка".
В 2016 году на учредительном собрании общественного объединения «Федерация японских шахмат сёги» Сергея Лысенко выбрали председателем.
В 2017 году Сергей Лысенко, Ярослав Кондратов и Андрей Лысенко открыли в Минске сёги-клуб «Гинкаммури» (яп. 銀冠, серебряная корона, крепость в сёги). Помимо любителей сёги из стран Беларуси и стран ближайшего зарубежья, гостями клуба становились профессиональные сёги игроки из Японии.

## Спортивные достижения
- В 2020 году Сергей выполнил норму 3-го дана FESA[1].
- На август 2021 года, с рейтингом FESA 2031, занимал 15-е место в европейском ФЕСА-листе[2].
- Первый европейский игрок сыгравший 1000 официальных партий под эгидой ФЕСА. 1000-ю партию сыграл 5 января 2014 года в Санкт-Петербурге, в 5-м туре 9-го рождественского турнира — мемориала Шпилёва. Партия оказалась победной, обыгран был его ученик Иван Марцев.

### Результаты
- Бронзовый призёр «Кубка Минска 2004» (Минск, Беларусь);
- Победитель в номинации «Лучший новичок» на крупнейшем (более 100 участников) международном турнире «Rivne Open 2005» (Ровно, Украина);
- Победитель «Первенства БГПУ 2006» (Минск, Беларусь);
- Серебряный призер «4-го Международного блиц турнира» по сёги на призы посольства Японии в Украине 2006 года (Ровно, Украина);
- Бронзовый призер «Чемпионата Беларуси 2007» (Минск, Беларусь);
- Бронзовый призёр «Rivne Open 2008» (Ровно, Украина);
- Бронзовый призёр блиц турнира по сёги «Rivne Open 2009» (Ровно, Украина);
- Бронзовый призер «Чемпионата Беларуси 2010» (Минск, Беларусь);
- Победитель «Открытого турнира по сёги 2010» (Гродно, Беларусь);
- Победитель «Rivne Open 2010» (Ровно, Украина);
- Бронзовый призёр «Кубка Минска 2010» (Минск, Беларусь);
- Бронзовый призер «Чемпионат Беларуси 2011» (Минск, Беларусь);
- Серебряный призер "Чемпионат Беларуси 2012 (Минск, Беларусь);
- Серебряный призёр «Кубка Минска 2012» (Минск, Беларусь);
- Бронзовый призёр «Minsk Shogi Open 2012» (Минск, Беларусь);
- Серебряный призёр «8-го Рождественского турнира по сёги 2013 года» (Санкт-Петербург, Россия);
- Победитель матчевой встречи «Россия — Беларусь» в составе сборной Беларуси, прошедшей в рамках «Открытого Чемпионата России», 2013 год (Москва, Россия);
- Бронзовый призёр «Warsaw Open 2015» (Варшава, Польша);
- Победитель предварительного турнира на «Кубок Японского Дома 2015» (Москва, Россия);
- Бронзовый призёр командного турнира «4-го Открытого чемпионата Польши 2015» в составе сборной Беларуси (Вроцлав, Польша);
- Бронзовый призёр в блицтурнире на «Кубок России 2015» (Суздаль, Россия);
- Бронзовый призёр «Открытого Чемпионата России 2016» (Москва, Россия);
- Серебряный призёр «Friendly tournament 2016» (Барселона, Испания);
- Бронзовый призёр «Кубка России 2016» (Суздаль, Россия);
- Бронзовый призёр «VI турнир по Сёги на кубок Генерального консула Японии в Санкт-Петербурге 2017» (Санкт-Петербург, Россия);
- Победитель блиц турнира «Summer Shogi 2017» (Одесса, Украина);
- Бронзовый призёр «Summer Shogi 2017» (Одесса, Украина);
- Серебряный призёр «Открытого турнира в рамках 1-го Молодёжного Чемпионата Европы по сёги 2017» (Вроцлав, Польша);
- Бронзовый призёр «Дружеского Открытого турнира 2017» в рамках «VI Открытого Первенства Москвы среди школьников» (Москва, Россия);
- Победитель «Открытого турнира в рамках 2-го Молодёжного Чемпионата Европы по сёги 2018» (Вроцлав, Польша);
- Победитель «Friendly tournament 2018» (Барселона, Испания);
- Серебряный призёр «Открытой белорусской Премьер-лиги 2018» (Минск, Беларусь);
- Бронзовый призёр «Дружеского Открытого турнира 2018» в рамках «VII Открытого Первенства Москвы среди школьников» (Москва, Россия);
- Серебряный призёр «New York International Open 2019» (Нью-Йорк, США);
- Победитель «Открытого турнира по сёги 2019» (Мядель, Беларусь);
- Серебряный призёр «Открытого турнира в рамках 3-го Молодёжного Чемпионата Европы по сёги 2019» (Вроцлав, Польша);
- Бронзовый призёр командного турнира «Открытого Чемпионата Мира 2019» в составе команды «Belarus 2» (Владислав Закржевский, Пётр Щеслёнок, Сергей Лысенко) (Братислава, Словакия);
- Серебряный призёр «Grodno Shogi Open 2021» (Гродно, Беларусь);
- Серебряный призёр командного турнира «Открытого Чемпионата Мира 2022» в составе команды «Minsk Shogi Dojo» (Антон Старикевич, Пётр Щеслёнок, Сергей Лысенко) (Людвигсхафен, Германия);
- Победитель «Гран при Москвы по сёги 2022 года» (Москва, Россия);
- Бронзовый призёр «Семейного командного турнира» 2022 года в команде с дочерью Анной Лысенко (Минск, Беларусь);
- Серебряный призёр «Minsk Shogi Open 2023» (Минск, Беларусь);
- Серебряный призёр турнира по «Добуцу сёги 2024» (Минск, Беларусь);
- Полуфиналист Чемпионата Европы 2024 года (Барселона, Испания).